# Rozšířená realita

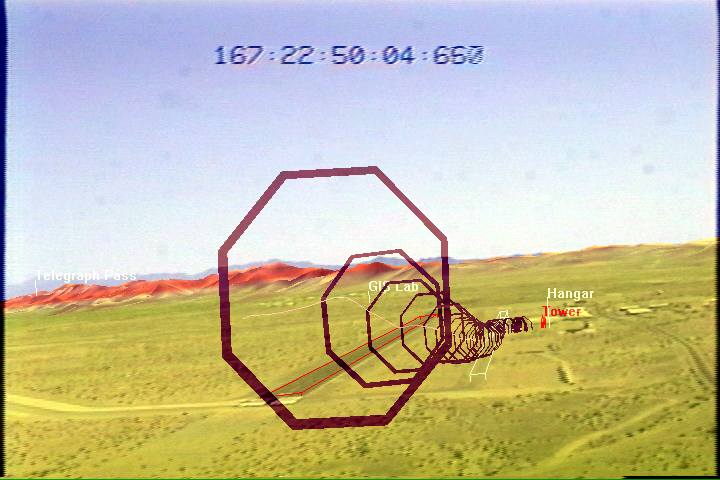
Vojenské použití z roku 1999 při testu letu helikoptéry.

Rozšířená realita nebo také „augmentovaná realita” je označení pro vizuální dosazení digitálního objektu do reality za pomocí 3D skenů okolního prostředí. Tento objekt zasazený do reálného světa lze poté pozorovat pomocí obrazovky daného zařízení. Tuto technologii dnes již podporuje většina chytrých telefonů a obecně kamer po roce 2015

## Princip rozšířené reality
Na rozdíl od virtuální reality, která uživatele zcela obklopí a zavede do virtuálního prostředí, je princip rozšířené reality jiný. Ponor do ní je pouze dílčí a místo speciální helmy či brýlí potřebuje uživatel třeba jen chytrý telefon. Kamera tohoto chytrého telefonu nebo počítače snímá obraz reality, ke kterému je na displeji chytrého telefonu s pomocí aplikace či programu přiřazen počítačem vytvořený objekt (text, 2D nebo 3D grafika, odkaz či třeba video). Tento objekt může být přidán nezávisle na obrazu reality nebo právě v souvislosti se snímaným objektem (obličej, noha, ruka apod.), s umístěním chytrého telefonu a orientaci jeho kamery v prostoru. Aplikace může také po detekci určitého objektu spustit určitou akci. Vše se děje v reálném čase.

## Počítač a AR
V případě kamery připojené k počítači se nejčastěji využívá tzv. marker, což je speciální obrázek, na který je aplikace "naučená". Dnes už ale jako marker může sloužit jakýkoli rozpoznatelný objekt v realitě, např. člověk. Aplikace se pak snaží marker ve scéně rozpoznat a určit jeho polohu a orientaci v prostoru snímané scény. Na základě těchto informací pak dokáže do zobrazované scény doplnit např. správně umístěný a orientovaný 3D model. Aplikace se též může "naučit" detekovat např. provedená gesta. Tato gesta mohou sloužit ke spuštění naprogramované akce, a tedy k jakémusi ovládání aplikace.
Úspěšnost správného rozpoznání markeru závisí na kvalitě a rozlišení kamery, dále na správném osvětlení scény, ale též i na samotném markeru. Čím je tento marker snáze rozpoznatelný, tím je AR funkčnější.

## Chytrý telefon a AR
Chytrý telefon dokáže stejné věci jako počítač, přičemž si umí pomoci i funkcemi, jako je GPS a digitální kompas apod. Aplikace pak "ví", kde se uživatel s telefonem nachází a na co se přes kameru telefonu dívá. 

## Technické řešení
Existuje několik možností, jak AR ke koncovému uživateli dostat.

### Prezentace
AR je předváděna jako součást prezentace. Prezentátor má na svém počítači nainstalovanou AR aplikaci, nebo může být AR aplikace přímo součástí PowerPointové prezentace jako samostatný snímek. Prezentátor pak sám AR ovládá pomocí markerů, gest apod. Výhodou je pak, že se dá využít nejširších možností AR. Navíc je vše zpravidla prezentované na velkém projekčním plátně

### Kiosek
Na veřejném místě je nainstalovaný počítač s připojenou kamerou a jedním či více displeji. Jsou zde k dispozici markery, které mohou být pro jednodušší manipulaci nalepeny na pevných podložkách. AR Aplikace je nainstalovaná přímo na počítači. Výhodou je, že je veškerá technika i software pod kontrolou provozovatele. Nevýhodou je, že se AR dostane k omezenému množství koncových uživatelů.

### Na vlastním počítači offline
K počítači musí být připojena kamera. Uživatel si musí spustit či nainstalovat a spustit AR aplikaci. Aplikaci si může stáhnout z internetu nebo ji obdržet např. na CD. Marker může být vytištěný jako součást inzerce, katalogu nebo na obalu výrobku. Nebo může být k dispozici na internetu nejčastěji ve formátu PDF. AR aplikace by měla být jednodušší s intuitivním ovládáním nebo opatřena návodem. Výhodou je potenciálně velké množství koncových uživatelů. Nevýhodou může být technické vybavení (méně kvalitní web kamera) a podmínky vytvořené na straně uživatele (špatné osvětlení, nekvalitní marker), které způsobují špatnou detekci markeru a tím zhoršenou funkcionalitu AR)

### Na vlastním počítači online
K počítači musí být připojena kamera a počítač musí být připojen k internetu. AR je součástí webové stránky ve formátu Flash. Marker může být vytištěný jako součást inzerce, katalogu nebo na obalu výrobku. Nebo může být k dispozici na internetu nejčastěji ve formátu PDF. AR aplikace by měla být jednodušší s intuitivním ovládáním nebo opatřena návodem. Výhodou je potenciálně velké množství koncových uživatelů. Nevýhodou může být technické vybavení (méně kvalitní webkamera) a podmínky vytvořené na straně uživatele (špatné osvětlení, nekvalitní marker), které způsobují špatnou detekci markeru a tím zhoršenou funkcionalitu AR).

### Na chytrém mobilním telefonu
Pro některé aplikace je třeba, aby byl chytrý telefon vybaven funkcemi GPS a digitálním kompasem. Uživatel si pak musí do telefonu stáhnout a nainstalovat AR aplikaci. Výhodou je možnost využití AR aplikací, které využívají informací o poloze telefonu. Nevýhodou je poměrně velká spotřeba baterie (zároveň zapnutá kamera, displej, GPS, popř. WiFi)

## Využití AR
Využití AR je obrovské. Jeho popularitě navíc napomáhá snadná dostupnost skrze chytrý telefon a wow efekt.

### Komerční sektor
V komerčním sektoru dosáhla AR technologie obrovských úspěchů. Má zde obrovský prodejní i brand buildingový potenciál. Lidé si totiž značku spojí s nevšedním zážitkem a pozitivními emocemi, lépe se s ní propojí.
AR se dá využít jako přímá součást reklamní kampaně, kdy je marker otisknut v časopise jako součást inzerce. Markery se ale mohou objevit i na obalech produktů, v tištěných katalozích. AR může být nainstalovaná na prodejnách, v předváděcích místnostech, na výstavách a veletrzích. Díky 3D animaci se takto dá prezentovat nejen vzhled produktu, ale třeba i ukázka řezem produktu a jeho funkcionalita. V reálném prostředí lze prezentovat i například rendrované 3D CAD modely.
Podle průzkumů z roku 2020 pak zákazník konzumuje obsah spojený s AR 2x déle. Během koronavirové pandemie pak například Vogue a Shopify oznámily, že jejich AR showroomy vedly k nárůstu konverze o 250 %.
Také další údaje tento pozitivní vliv na prodejnost potvrzují. Možnost prohlédnout si produkt v AR, umožní zákazníkům udělat si o něm lepší představu a pravděpodobnost jejich nákupu vzroste o 65 %. Forbes proto odhaduje nárůst velikosti tohoto trhu v roce 2021 na 215 miliard dolarů. AR a VR technologie ve svých kampaních více než 90 % firem s obratem nad 100 milionů dolarů.
AR technologie tak díky efektivní náhradě fyzického předmětu šetří náklady za transport nebo výstavní plochu u rozměrných či těžkých nákladů. Umožňuje provést virtuální prohlídky produktů či staveb. Pro technologické firmy je ideální nástroj, jak vizualizovat složité procesy.

### Vzdělávání
Tištěné učebnice mohou být doplněny markery, které promění statickou publikaci v zábavnou interaktivní pomůcku. Heslo J. A. Komenského "škola hrou" tak dostává nový rozměr. Udržení dětské pozornosti je zaručené. Využití je ale mnohem více, např. místo návštěvy muzea může muzeu navštívit vás, jak ukazuje aplikace od BBC, popř. lze lehce zatraktivnit samotnou výstavu, jak se například stalo v případě výstavy Střípky svobody.

### E-shopy
Také pro e-shopy skýtá AR technologie zajímavé využití. Skrze ni si klient může zkusit, jak by mu slušelo tričko, hodinky nebo třeba boty bez toho, aby je fyzicky měl. Stačí se jen skrze displej mobilu nebo web kameru podívat na danou část těla. Stejné to je i se zkouškou nové skříně nebo postele od IKEA.

### Hry a zábava
I tomto segmentu má AR obrovský potenciál, například celosvětový úspěch hry Pokémon Go mluví za vše. Ale to je jedna z mnoha her. AR se využívá například i pro proměny osobního vzhledu, kdy se uživatel změnit ve vše od kočičky, pejska, dinosaura až po zombii.
AR technologie také napomáhá rozvoji venkovních únikových a geocachingových her nebo třeba RPG stříleček ve skutečném prostředí.

### Výroba
Rozšířená realita se používá v různých výrobních průmyslových odvětvích, stejně jako pro podporu a údržbu. Existují různá průmyslová odvětví, která montují složité díly a komponenty k výrobě stroje. V takových průmyslových odvětvích je nejdůležitější přesnost a čas. Rozšířená realita proto pomáhá pracovníkům na montážních linkách při pohledu na díly a komponenty a podporuje rychlé a přesné montování strojů.